# Tetramorium chloe
Tetramorium chloe är en myrart som först beskrevs av Santschi 1920.  Tetramorium chloe ingår i släktet Tetramorium och familjen myror. Inga underarter finns listade i Catalogue of Life.